# Ядлівчак
Ядлівча́к (Colluricincla) — рід горобцеподібних птахів родини свистунових (Pachycephalidae). Представники цього роду мешкають в Австралії, на Новій Гвінеї та на сусідніх островах.

## Опис
Ядлівчаки — птахи дрібного і середнього розміру. Вони досягають довжини 16–26 см і ваги 33–74 г. Їхнє забарвлення непримітне, коричневе або сіре. Спів ядлівчаків гучний, м'який і мелодійний. Живляться ядлівчаки переважно комахами, іноді також ягодами і слимаками. Гніздяться на деревах, гнізда мають чашоподібну форму.

## Таксономія і систематика
Рід Colluricincla був введений Ніколасом Вігорсом і Томасом Горсфілдом у 1827 році. Раніше деякі дослідники відносили ядлівчаків до монотипової родини Colluricinclidae, однак молекулярно-генетичні дослідження, результати яких були опубліковані в 2009 і 2010 роках, показали, що ядлівчаки належать до родини свистунових (Pachycephalidae).
Результати молекулярно-генетичного дослідження показують, що найближчими родичами ядлівчаків є представники роду Pseudorectes, з якими вони розділилися в середині пліоцену, близько 3 млн років тому. Лінія, що об'єднує Colluricincla і Pseudorectes відділилася від інших свистунових близько 5 млн років тому, в ранньому пліоцені.
За результатами молекулярно-генетичного дослідження виявилось, що ядлівчак лісовий (Colluricincla megarhyncha) насправді являється комплексом видів.

## Види
Виділяють одинадцять видів:
- Ядлівчак квінслендський (Colluricincla boweri)
- Ядлівчак бурий (Colluricincla tenebrosa)
- Ядлівчак лісовий (Colluricincla megarhyncha)
- Ядлівчак рудобокий (Colluricincla fortis)[15]
- Ядлівчак оливковий (Colluricincla affinis)[16]
- Ядлівчак затоковий (Colluricincla obscura)[17]
- Ядлівчак тагульський (Colluricincla discolor)[18]
- Ядлівчак сірогорлий (Colluricincla tappenbecki)[19]
- Ядлівчак австралійський (Colluricincla rufogaster)[20]
- Ядлівчак сірий (Colluricincla harmonica)
- Ядлівчак скельний (Colluricincla woodwardi)

## Етимологія
Наукова назва роду Colluricincla походить від сполучення наукової назви Collurio (синонім роду Сорокопуд Lanius) і слова лат. cinclus — дрізд.